# Exact Cross 2022-2023
De Exact Cross 2022-2023 (vrouwen: Rectavit Ladies Cross) was het 7e seizoen van een serie overkoepelende wedstrijden in het veldrijden. In de Exact Cross werden er geen punten gegeven, noch is er een algemeen klassement of een algehele eindwinnaar. De wedstrijdserie is genoemd naar de hoofdsponsor, de softwareontwikkelaar Exact. De Exact Cross werd georganiseerd door Golazo.

## Mannen elite
| Datum      | Wedstrijd                   | Cat. | Eerste                 | Tweede                 | Derde              |
| ---------- | --------------------------- | ---- | ---------------------- | ---------------------- | ------------------ |
| 18/09/2022 | Polderscross, Kruibeke      | C2   | Michael Vanthourenhout | Eli Iserbyt            | Laurens Sweeck     |
| 25/09/2022 | be-Mine Cross, Beringen     | C2   | Eli Iserbyt            | Michael Vanthourenhout | Lars van der Haar  |
| 01/10/2022 | Berencross, Meulebeke       | C2   | Michael Vanthourenhout | Eli Iserbyt            | Lars van der Haar  |
| 10/12/2022 | Robotland Cyclocross, Essen | C2   | Gerben Kuypers         | Jens Adams             | Emiel Verstrynge   |
| 23/12/2022 | Zilvermeercross, Mol        | C2   | Wout van Aert          | Mathieu van der Poel   | Tom Pidcock        |
| 30/12/2022 | Azencross, Loenhout         | C1   | Wout van Aert          | Mathieu van der Poel   | Tom Pidcock        |
| 21/01/2023 | Kasteelcross, Zonnebeke     | C2   | Tim Merlier            | Ryan Kamp              | David van der Poel |
| 18/02/2023 | Waaslandcross, Sint-Niklaas | C2   | Laurens Sweeck         | Lars van der Haar      | Eli Iserbyt        |

## Vrouwen elite
| Datum      | Wedstrijd                   | Cat. | Eerste             | Tweede                     | Derde           |
| ---------- | --------------------------- | ---- | ------------------ | -------------------------- | --------------- |
| 18/09/2022 | Polderscross, Kruibeke      | C2   | Fem van Empel      | Annemarie Worst            | Denise Betsema  |
| 25/09/2022 | be-Mine Cross, Beringen     | C2   | Fem van Empel      | Lucinda Brand              | Denise Betsema  |
| 01/10/2022 | Berencross, Meulebeke       | C2   | Lucinda Brand      | Fem van Empel              | Denise Betsema  |
| 10/12/2022 | Robotland Cyclocross, Essen | C2   | Aniek van Alphen   | Alicia Franck              | Yara Kastelijn  |
| 23/12/2022 | Zilvermeercross, Mol        | C2   | Shirin van Anrooij | Lucinda Brand              | Annemarie Worst |
| 30/12/2022 | Azencross, Loenhout         | C1   | Shirin van Anrooij | Marie Schreiber            | Manon Bakker    |
| 21/01/2023 | Kasteelcross, Zonnebeke     | C2   | Denise Betsema     | Marion Norbert Riberolle   | Austin Killips  |
| 18/02/2023 | Waaslandcross, Sint-Niklaas | C2   | Annemarie Worst    | Ceylin del Carmen Alvarado | Lucinda Brand   |

## Snelste Ronde klassement
In de Exact Cross worden er geen punten gegeven, noch is er een algemeen klassement of een algehele eindwinnaar. Er wordt wel een X2O Snelste Ronde klassement opgemaakt. De 3 mannen/vrouwen die tijdens elk van de wedstrijden van de Exact cross de 3 snelste ronden rijden krijgen respectievelijk 3, 2 en 1 punten voor het X2O snelste ronde klassement.
Wie op het einde van het seizoen de meeste punten scoort in dit klassement is de eindwinnaar van de X2O Snelste Ronde en ontvangt hiervoor een cheque van € 2.000. Bovendien mag de winnaar een cheque van € 500 overhandigen aan een goed doel dat hij/zij een warm hart toedraagt.
Bij gelijke puntenstand in het X2O Snelste Ronde klassement is er voorrang voor de renner met het beste resultaat in een van de manches. Is dat resultaat ook gelijk, telt het aantal keer dat dat resultaat werd behaald, eventueel gevolgd door het aantal keer een volgende beste resultaat.
De punten voor het X2O Snelste Ronde klassement worden enkel toegekend indien de renners die hiervoor punten behaalden, de respectievelijke wedstrijd ook uitrijden.

### Tussenstanden

#### Mannen elite
| Pos. | Renner | Team | KRU | BER | MEU | ESS | MOL | LOE | ZON | NIK | Punten |
| ---- | ------ | ---- | --- | --- | --- | --- | --- | --- | --- | --- | ------ |
| 1    |        |      |     |     |     |     |     |     |     |     |        |
| 2    |        |      |     |     |     |     |     |     |     |     |        |
| 3    |        |      |     |     |     |     |     |     |     |     |        |
| 4    |        |      |     |     |     |     |     |     |     |     |        |
| 5    |        |      |     |     |     |     |     |     |     |     |        |

| Pos. | Prijzengeld |
| ---- | ----------- |
| 1.   | € 2.000     |
| Tot. | € 2.000     |

#### Vrouwen elite
| Pos. | Renster | Team | KRU | BER | MEU | ESS | MOL | LOE | ZON | NIK | Punten |
| ---- | ------- | ---- | --- | --- | --- | --- | --- | --- | --- | --- | ------ |
| 1    |         |      |     |     |     |     |     |     |     |     |        |
| 2    |         |      |     |     |     |     |     |     |     |     |        |
| 3    |         |      |     |     |     |     |     |     |     |     |        |
| 4    |         |      |     |     |     |     |     |     |     |     |        |
| 5    |         |      |     |     |     |     |     |     |     |     |        |
| 6    |         |      |     |     |     |     |     |     |     |     |        |
| 7    |         |      |     |     |     |     |     |     |     |     |        |
| 8    |         |      |     |     |     |     |     |     |     |     |        |

| Pos. | Prijzengeld |
| ---- | ----------- |
| 1.   | € 2.000     |
| Tot. | € 2.000     |